# Język amorycki
Język amorycki – język semicki (północnosemicki w klasyfikacji E. Lipińskiego), obejmujący grupę dialektów używanych przez Amorytów w drugiej połowie III tysiąclecia i w pierwszej połowie II tysiąclecia p.n.e. na terenach północnej Syrii i północnej Mezopotamii. Dialekty te są blisko ze sobą spokrewnione, choć nie ma dowodów, iż wywodziły się one z jednolitego języka.
Nazwa amorycki pochodzi z języka akadyjskiego, w którym kraje położone na zachód od Eufratu określano mianem Amurru; nazwę tę przeniesiono później na ludność koczowniczą i półosiadłą, która pojawiła się około roku 2300 p.n.e. w Syrii, Palestynie i Mezopotamii.
Język ten poświadczony jest w licznych imionach własnych (wraz z charakterystycznymi formami gramatycznymi), zapisanych w tekstach klinowych, a ponadto w zapożyczeniach używanych przez pisarzy starobabilońskich oraz jako pewne szczególne cechy językowe obecne w tekstach starobabilońskich (zwłaszcza w tekstach z Mari). Amoryckie imiona własne pojawiają się także w niektórych tekstach egipskich okresu Średniego Państwa (XIX–XVIII w. p.n.e.), tzw. tekstach złorzeczących.
W klasyfikacji E. Lipińskiego najbliższe amoryckiemu są języki paleosyryjski (eblaicki) oraz ugarycki. Język amorycki został poświadczony przez zabytki z Ebli, Ur, Mari, Ugarit i Emar. Ponieważ Amoryci byli ludem półkoczowniczym, nie stworzyli sposobu zapisu własnego języka. Po zdobyciu dominacji w regionie przejęli pismo i język akadyjski.